# Oberthal (Suíça)
Oberthal é uma comuna da Suíça, situada no distrito administrativo de Berna-Mittelland, no cantão de Berna. Tem 10,54 km² de área e sua população em 2018 foi estimada em 727 habitantes.